# Wang Wei (Badminton)
Wang Wei (chinesisch 王伟, * 15. September 1979) ist ein ehemaliger chinesischer Badmintonspieler.

## Karriere
1996 machte Wang Wei das erste Mal auf sich aufmerksam, als er den Mixedtitel bei der Junioren-Weltmeisterschaft erkämpfen konnte. Nach einer längeren Durststrecke meldete er sich 2001 bei den Asienmeisterschaften zurück, wo er Bronze mit Cheng Rui im Doppel gewann. Bei den All England 2002 und den China Open 2003  wurden beide jeweils Dritter im Herrendoppel.

## Sportliche Erfolge
| Saison | Veranstaltung                     | Disziplin    | Platz | Name                     |
| ------ | --------------------------------- | ------------ | ----- | ------------------------ |
| 1996   | Junioren-Weltmeisterschaft        | Mixed        | 1     | Wang Wei / Lu Ying       |
| 2001   | Asienmeisterschaft                | Herrendoppel | 3     | Cheng Rui / Wang Wei     |
| 2002   | Asienmeisterschaft                | Mixed        | 3     | Wang Wei / Zhao Tingting |
| 2002   | All England                       | Herrendoppel | 3     | Cheng Rui / Wang Wei     |
| 2002   | French Open                       | Herrendoppel | 1     | Cheng Rui / Wang Wei     |
| 2003   | China Open                        | Herrendoppel | 3     | Cheng Rui / Wang Wei     |
| 2004   | Weltmeisterschaften der Studenten | Herrendoppel | 2     | Wang Wei / Zhang Wei     |